# Meridiano 173 oeste
El meridiano 173 oeste de Greenwich es una línea de longitud que se extiende desde el Polo Norte atravesando el océano Ártico, Asia, el océano Pacífico, el océano Antártico y la Antártida hasta el Polo Sur.
El meridiano 173 oeste forma un gran círculo con el meridiano 7 este.
Comenzando en el Polo Norte y dirigiéndose hacia el Polo Sur, el meridiano 173 oeste pasa a través de:
| Coordenadas                         | País, territorio o mar | Notas                                         |
| ----------------------------------- | ---------------------- | --------------------------------------------- |
| 90°0′N 173°0′O / 90.000, -173.000   | Océano Ártico          |                                               |
| 71°48′N 173°0′O / 71.800, -173.000  | Mar de Chukotka        |                                               |
| 67°3′N 173°0′O / 67.050, -173.000   | Rusia                  | Península de Chukchi                          |
| 64°15′N 173°0′O / 64.250, -173.000  | Mar de Bering          |                                               |
| 60°34′N 173°0′O / 60.567, -173.000  | Estados Unidos         | Alaska - Isla de San Mateo                    |
| 60°29′N 173°0′O / 60.483, -173.000  | Mar de Bering          |                                               |
| 52°6′N 173°0′O / 52.100, -173.000   | Estados Unidos         | Alaska - Isla Amlia                           |
| 52°5′N 173°0′O / 52.083, -173.000   | Océano Pacífico        | Pasa justo al oeste de la isla Savai'i, Samoa |
| 60°0′S 173°0′O / -60.000, -173.000  | Océano Antártico       |                                               |
| 78°28′S 173°0′O / -78.467, -173.000 | Antártida              | Dependencia Ross, reclamada por Nueva Zelanda |